# Kaliningrad Amber Hawks
I Kaliningrad Amber Hawks sono una squadra di football americano di Kaliningrad, in Russia, fondata nel 2013.

## Dettaglio stagioni

### Tornei nazionali

#### Campionato

##### Campionato bielorusso di football americano
| Stagione | regular season | regular season | regular season | regular season | regular season | regular season | playoff | playoff | playoff | playoff | playoff | playoff    | playoff       |
|          | Vin            | Par            | Per            | Tot            | PF             | PS             | Vin     | Per     | Tot     | PF      | PS      | risultato  | avversaria    |
| -------- | -------------- | -------------- | -------------- | -------------- | -------------- | -------------- | ------- | ------- | ------- | ------- | ------- | ---------- | ------------- |
| 2019     | 2              | 0              | 1              | 3              | 78             | 46             | 0       | 1       | 1       | 15      | 39      | Semifinale | Minsk Litwins |
| Totale   | 2              | 0              | 1              | 3              | 78             | 46             | 0       | 1       | 1       | 15      | 39      |            |               |

Fonti: Enciclopedia del Football - A cura di Roberto Mezzetti

##### EESL Pervaja Liga
| Stagione | regular season | regular season | regular season | regular season | regular season | regular season | playoff | playoff | playoff | playoff | playoff | playoff   | playoff    |
|          | Vin            | Par            | Per            | Tot            | PF             | PS             | Vin     | Per     | Tot     | PF      | PS      | risultato | avversaria |
| -------- | -------------- | -------------- | -------------- | -------------- | -------------- | -------------- | ------- | ------- | ------- | ------- | ------- | --------- | ---------- |
| 2022     | 1              | 0              | 3              | 4              | 34             | 106            | -       | -       | -       | -       | -       | -         | -          |
| Totale   | 1              | 0              | 3              | 4              | 34             | 106            | -       | -       | -       | -       | -       |           |            |

Fonti: Enciclopedia del Football - A cura di Roberto Mezzetti

##### PLFA8 (Campionato polacco a 8 giocatori)
| Stagione | regular season | regular season | regular season | regular season | regular season | regular season | playoff | playoff | playoff | playoff | playoff | playoff      | playoff         |
|          | Vin            | Par            | Per            | Tot            | PF             | PS             | Vin     | Per     | Tot     | PF      | PS      | risultato    | avversaria      |
| -------- | -------------- | -------------- | -------------- | -------------- | -------------- | -------------- | ------- | ------- | ------- | ------- | ------- | ------------ | --------------- |
| 2015     | 2              | 2              | 0              | 4              | 88             | 65             | 1       | 3       | 4       | 58      | 98      | Quarto posto | Rzeszów Rockets |
| 2018     | 0              | 0              | 4              | 4              | 24             | 155            | -       | -       | -       | -       | -       | -            | -               |
| Totale   | 2              | 2              | 4              | 8              | 112            | 220            | 1       | 3       | 4       | 58      | 98      |              |                 |

Fonti: Enciclopedia del Football - A cura di Roberto Mezzetti

### Tornei internazionali

#### Eastern League of American Football
| Stagione | regular season | regular season | regular season | regular season | regular season | regular season | playoff | playoff | playoff | playoff | playoff | playoff   | playoff        |
|          | Vin            | Par            | Per            | Tot            | PF             | PS             | Vin     | Per     | Tot     | PF      | PS      | risultato | avversaria     |
| -------- | -------------- | -------------- | -------------- | -------------- | -------------- | -------------- | ------- | ------- | ------- | ------- | ------- | --------- | -------------- |
| 2016     | 3              | 0              | 3              | 6              | 107            | 74             | 0       | 1       | 1       | 0       | 20      | Finale    | Vitebsk Lynxes |
| Totale   | 3              | 0              | 3              | 6              | 107            | 74             | 0       | 1       | 1       | 0       | 20      |           |                |

Fonti: Enciclopedia del Football - A cura di Roberto Mezzetti

#### Monte Clark Cup
| Stagione | regular season | regular season | regular season | regular season | regular season | regular season | playoff | playoff | playoff | playoff | playoff | playoff   | playoff    |
|          | Vin            | Par            | Per            | Tot            | PF             | PS             | Vin     | Per     | Tot     | PF      | PS      | risultato | avversaria |
| -------- | -------------- | -------------- | -------------- | -------------- | -------------- | -------------- | ------- | ------- | ------- | ------- | ------- | --------- | ---------- |
| 2017     | 1              | 0              | 3              | 4              | 66             | 109            | -       | -       | -       | -       | -       | -         | -          |
| 2018     | 1              | 0              | 3              | 4              | 37             | 139            | -       | -       | -       | -       | -       | -         | -          |
| Totale   | 2              | 0              | 6              | 8              | 103            | 248            | -       | -       | -       | -       | -       |           |            |

Fonti: Enciclopedia del Football - A cura di Roberto Mezzetti

#### Monte Clark Arena Cup
| Stagione | regular season | regular season | regular season | regular season | regular season | regular season | playoff | playoff | playoff | playoff | playoff | playoff      | playoff             |
|          | Vin            | Par            | Per            | Tot            | PF             | PS             | Vin     | Per     | Tot     | PF      | PS      | risultato    | avversaria          |
| -------- | -------------- | -------------- | -------------- | -------------- | -------------- | -------------- | ------- | ------- | ------- | ------- | ------- | ------------ | ------------------- |
| 2019     | 1              | 0              | 1              | 2              | 24             | 13             | 1       | 1       | 2       | 37      | 46      | Terzo posto  | Vilnius Iron Wolves |
| 2020     | 2              | 0              | 0              | 2              | 40             | 19             | 0       | 2       | 2       | 27      | 65      | Quarto posto | Minsk Zubrs         |
| Totale   | 3              | 0              | 1              | 4              | 64             | 32             | 1       | 3       | 4       | 64      | 111     |              |                     |

Fonti: Enciclopedia del Football - A cura di Roberto Mezzetti

### Riepilogo fasi finali disputate
| Anno              | Luogo               | Evento                                      | Fase del torneo      | Incontro                                      | Risultato |
| 17 ottobre 2015   | Gorzów Wielkopolski | PLFA8                                       | Finale 3º - 4º posto | Rzeszów Rockets - Kaliningrad Amber Hawks     | 20 - 6    |
| 10 settembre 2016 |                     | ELAF                                        | Finale               | Vitebsk Lynxes - Kaliningrad Amber Hawks      | 20 - 0    |
| 3 marzo 2019      | Minsk               | Monte Clark Arena Cup                       | Finale 3º - 4º posto | Kaliningrad Amber Hawks - Vilnius Iron Wolves | 30 - 6    |
| 14 settembre 2019 |                     | Campionato bielorusso di football americano | Semifinale           | Minsk Litwins - Kaliningrad Amber Hawks       | 39 - 15   |
| 1º marzo 2020     | Minsk               | Monte Clark Arena Cup                       | Finale 3º - 4º posto | Minsk Zubrs - Kaliningrad Amber Hawks         | 45 - 13   |